# Francesco Boccheciampe
Giovanni Francesco Boccheciampe (Oletta, 1773 – Trani, 18-19 aprile 1799) è stato un militare francese. È noto soprattutto perché fu nominato, insieme a Giambattista De Cesari, commissario regio durante i fatti della Repubblica Napoletana (1799), con il fine di riportare al trono i Borbone.

## Biografia
Francesco Boccheciampe nacque a Oletta, in Corsica, nel 1773. Si arruolò da giovanissimo nell'esercito del principe di Condè Luigi Giuseppe di Borbone-Condé perché mal tollerava la Rivoluzione francese e i giacobini. Nel 1798 sbarcò nel Regno di Napoli, successivamente fu a Barletta e a Bari, da cui forse sperava di raggiungere Trieste via mare, ma all'arrivo a Bari, con la proclamazione della Repubblica Napoletana (1799), la città era già caduta nelle mani dei giacobini. Si diresse allora verso Taranto, fermandosi però a Brindisi.
In seguito, Boccheciampe e Giambattista De Cesari furono nominati commissari regi del Regno di Napoli. Boccheciampe si recò a Lecce, dove restaurò il governo borbonico, mentre De Cesari si recò a Bari. In seguito, De Cesari e Boccheciampe attaccarono la città di Martina Franca, restaurando il governo borbonico anche in questa città. Il 5 aprile 1799 attaccarono insieme la città di Casamassima, dove non ebbero successo, essendosi scontrati con un esercito vero e proprio. Boccheciampe riparò allora verso Brindisi, mentre De Cesari si recò a Gallipoli. Mentre Boccheciampe era a Brindisi, la città fu attaccata via mare da una truppa francese e capitolò, mentre Boccheciampe fu forse catturato.
Dalla presa di Brindisi in poi, si perde ogni traccia di Boccheciampe. La testimonianza più attendibile è forse quella di un barone francese di nome Paul Thiébault, il quale afferma nelle sue memorie che il generale francese Jean Sarrazin fece arrestare e fucilare coloro che avrebbero potuto fungere da capi per un'insurrezione borbonica. Il numero delle persone fucilate sarebbe, secondo la fonte, 130 e tra questi, probabilmente c'era proprio Francesco Boccheciampe; i suoi contemporanei non sapevano che Boccheciampe era probabilmente morto.